# Colom verdós de Sri Lanka
El colom verdós de Sri Lanka (Treron pompadora) és una espècie d'ocell de la família dels colúmbids (Columbidae) que habita l'illa de Sri Lanka. Alguns autors però la consideren la subespècie nominal d'una espècie que inclouria també T.affinis, T.chloropterus, T.phayrei, T.axillaris i T.aromaticus.